# Maria Izabella Habsburg
Maria Izabella Austriacka (ur. 21 maja 1834, zm. 14 lipca 1901) – arcyksiężniczka Austrii i księżniczka Toskanii.

## Życiorys
Maria Izabella była córką arcyksięcia Leopolda II Toskańskiego i Marii Antoniny Burbon, księżniczka Obojga Sycylii.
10 kwietnia 1850 wyszła za mąż za Franciszka Burbon-Sycylijskiego, hrabiego Trapani, syna Franciszka I Burbona, króla Obojga Sycylii, i jego żony, królowej Marii Izabeli, infantki Hiszpanii. Maria Izabella zmarła 14 lipca 1901 roku, w wieku 67 lat.

## Dzieci
- Maria Antonietta (Antonia) (1851–1918),
- Leopold (1853–1870),
- Teresa Pia (1855–1856),
- Maria Karolina (1856–1941),
- Ferdynand (1857–1859),
- Annunziata (1858–1873).